# تیلدا (ویسکانسن)
تیلدا (به انگلیسی: Tilleda) یک منطقهٔ مسکونی در ایالات متحده آمریکا است که در شهرستان شاوانو، ویسکانسین واقع شده‌است. تیلدا ۹۱ نفر جمعیت دارد.